# Przywory Duże
Przywory Duże – wieś w Polsce położona w województwie mazowieckim, w powiecie siedleckim, w gminie Domanice. Ma status sołectwa.
Wierni Kościoła rzymskokatolickiego należą do parafii Nawiedzenia Najświętszej Maryi Panny w Domanicach. W miejscowości działa jednostka ochotniczej straży pożarnej założonej w 1925 roku. Od 2009 jednostka jest w strukturach krajowego systemu ratowniczo-gaśniczego. Na wyposażeniu straży jest wóz bojowy 3,5/27 Iveco Eurocargo.
W latach 1975–1998 miejscowość administracyjnie należała do województwa siedleckiego.